# Lillooet Land District
Koordinaten: 51° 10′ N, 122° 30′ W
Das Lillooet Land District ist eine von 59 katastermäßig abgegrenzten Verwaltungseinheiten (Distrikt) in der kanadischen Provinz British Columbia, welche 1859 durch den Lands Act der Kronkolonie British Columbia geschaffen wurde. Es wird als „eine territoriale Einheit mit gesetzlich fixierten Grenzen für administrative Zwecke“ definiert. Die Grenzen des Land Districts bildeten die Grenzen des ursprünglichen Wahlbezirks Lillooet für das Provinzparlament von 1871, als die damalige Kolonie zur kanadischen Provinz wurde. Zusätzlich wurde es im Lillooet Mining District als Ausgangspunkt für die Bezeichnung von Eigentumstiteln auf Grundstücke und die Vermessung derselben verwendet.
Zum Land District gehört die als Lillooet Country bezeichnete historische Region, zu der das am Lillooet River gelegene Pemberton Valley und das südöstliche Chilcotin Country sowie das Gebiet South Cariboo gehören. Zu den Haupt-Landschaften gehören das Pemberton und das Lillooet Icefield.
Gebietskörperschaften innerhalb des Land District sind Pemberton, Lillooet, 100 Mile House und Clinton. Zu den sonstigen Gemeinden und gemeindefreien Gebieten gehören D’Arcy, Shalalth, Seton Portage, Fountain, Pavilion, Gold Bridge, Bralorne und 70 Mile House.
Im Süden grenzt das Lillooet Land District an das New Westminster Land District, im Westen an das Sayward Land District und das Coast Land District Range 1, im Norden an das Cariboo Land District und im Osten und Südosten an das Kamloops Division, Yale Land District.

## Grenzverlauf
Beginnend an einem Punkt nördlich des Beginns des Jervis Inlet, etwa bei 50°13' nördlicher Breite und 124° westlicher Länge, führt die Grenze nordwärts bis 52° nördlicher Breite und 124° westlicher Länge. Danach, mit einigen kleineren Abweichungen nach Süden aufgrund der zum Cariboo Land District gehörenden Grundstücke, entlang des 52. Breitengrades den BC Highway 97 am Begbie Summit querend bis etwa 120°33' westlicher Länge. Von dort aus verläuft sie strikt südwärts, den Canim Lake und den Mahood Lake querend sowie den Bonaparte Lake teilend bis 51°2' Nord, genau nordwestlich des Silwhoiakun Mountain, anschließend wieder westwärts bis 51°4' Nord in das Gebiet zwischen Loon Lake (Lillooet Land District) und Hihium Lake mit Abweichungen nach Nord und Süd entlang der jeweiligen Grundstücksgrenzen. Von hier aus folgt die Grenze entlang der Grundstücksgrenzen in einer gezackten Kurve bis 50°45' Nord und 121°46' West gerade nordwestlich des Chipuin Mountain, dann südwärts bis 54°34' Nord und 121°45' West. Ab dort folgt sie einem weiteren gezackten Bogen und quert den Fraser River im Gebiet von Fountainview Farm und Foster Bar bis 50°31' Nord bei 121°48' West. Von diesem Punkt aus verläuft die Grenze entlang der Wasserscheide zwischen Cayoosh Creek und Stein River sowie der zwischen den Einzugsgebieten des Stein River und des Lillooet River bis zu einem Punkt am Westende der Eisfelder des Mount-Skook-Jim-Massivs bei 50°7' Nord und 122°15' West, danach westwärts den Lillooet River zwischen Lillooet Lake und Little Lillooet Lake querend bis 50°7' Nord bei 122°38' West. Sie folgt den Berggraten bis 50°14' Nord bei 122°45' West genau südwestlich des Gipfels des Mount Currie. Weiter verläuft sie westwärts auf demselben Breitengrad, bis sie im Gebiet des Soo Valley südwärts verschwenkt und dann zum Ausgangspunkt am Jervis Inlet zurückkehrt.